# Aleurotrachelus pyracanthae
Aleurotrachelus pyracanthae là một loài côn trùng cánh nửa trong họ Aleyrodidae, phân họ Aleyrodinae.
Aleurotrachelus pyracanthae được Takahashi miêu tả khoa học đầu tiên năm 1935.